# Limnophila reniformis
Limnophila reniformis är en tvåvingeart som beskrevs av Alexander 1934. Limnophila reniformis ingår i släktet Limnophila och familjen småharkrankar. Inga underarter finns listade i Catalogue of Life.